# Cristianesimo in Cambogia
Il cristianesimo in Cambogia è una religione minoritaria. Circa il 95% della popolazione cambogiana è di religione buddhista. I cristiani rappresentano circa l'1% della popolazione: la maggior parte di essi sono protestanti e i cattolici rappresentano solo lo 0,15%. Secondo fonti non governative, i cristiani rappresenterebbero circa il 2% della popolazione e i cattolici si attesterebbero intorno allo 0,4%. La costituzione della Cambogia considera il buddhismo come religione di stato, ma assicura libertà di culto alle altre religioni.

## Confessioni cristiane presenti

### Chiesa cattolica
La Chiesa cattolica in Cambogia fa parte della Chiesa cattolica mondiale, sotto la guida spirituale del Papa a Roma. In Cambogia la Chiesa cattolica non ha diocesi, ma è presente con un vicariato apostolico nella capitale Phnom Penh e due prefetture apostoliche, che hanno sede a Battambang e a Kampong Cham.

### Protestantesimo
Il protestantesimo in Cambogia ha avuto impulso a partire dagli anni novanta, a seguito dell’arrivo nel Paese di missionari protestanti provenienti da altre nazioni. Oggi i protestanti rappresentano circa l'80% dei cristiani della Cambogia. Le denominazioni protestanti cambogiane sono di orientamento evangelicale, presbiteriano, metodista e pentecostale; sono presenti anche gli anglicani. La maggior parte delle Chiese protestanti cambogiane sono federate nell'Alleanza Evangelica della Cambogia, fondata nel 1994, che riunisce più di 40 denominazioni protestanti di vario orientamento con oltre 1.500 chiese sul territorio.
Tra le denominazioni più importanti presenti in Cambogia si possono citare:
- Chiesa evangelica Khmer: è la maggiore denominazione protestante della Cambogia, fa parte della Comunità mondiale dell’Alleanza e aderisce all'Alleanza Evangelica della Cambogia;
- Chiesa anglicana della Cambogia: fa parte della Comunione anglicana, dipende dalla Diocesi anglicana di Singapore e aderisce all'Alleanza Evangelica della Cambogia;
- Unione battista cambogiana: è affiliata all'Alleanza mondiale battista;
- Chiesa presbiteriana della Cambogia: è stata promossa dalla Chiesa presbiteriana statunitense tramite il Westminster Theological Seminary;
- Chiesa metodista della Cambogia, espressione del movimento metodista;
- Assemblee di Dio in Cambogia: espressione delle Assemblee di Dio, aderisce all'Alleanza Evangelica della Cambogia;
- Missione avventista in Cambogia, espressione della Chiesa cristiana avventista del settimo giorno.